# Manfred Willing
Manfred Willing (* 21. November 1937; † 10. Januar 2017) war ein deutscher Fußballspieler. Für die BSG Chemie Zeitz spielte er 1959 in der DDR-Oberliga, der höchsten Spielklasse im DDR-Fußball. Willing war DDR-Juniorennationalspieler.

## Sportliche Laufbahn
Zur Saison 1956 (Kalenderjahrsaison) wechselte der 18-jährige Manfred Willing von der Betriebssportgemeinschaft (BSG) Motor in Halle-Ammendorf zur BSG Motor Nordhausen West in die zweitklassige I. DDR-Liga. Von den 26 ausgetragenen Punktspielen bestritt Willing zwölf Begegnungen und erzielte fünf Tore. Am Ende der Spielzeit stand Motor West als Absteiger in die II. DDR-Liga fest. Dort verbrachte Willing mit Nordhausen zwei Spielzeiten, wechselte aber 1959 zum Oberliga-Aufsteiger BSG Chemie Zeitz.
Dort wurde er zunächst in der Junioren-Mannschaft eingesetzt. Gleichzeitig erhielt er eine Berufung in die DDR-Juniorennationalmannschaft, mit der er im April 1959 ein Länderspiel bestritt. In der Begegnung DDR – Griechenland (1:1) wurde er als Rechtsaußenstürmer eingesetzt. In der Männermannschaft von Chemie Zeitz wurde er während der Rückrunde 1959 als Vertreter des verletzten Rudolf Freitag in drei Oberligaspielen als Stürmer aufgeboten. In der Begegnung des 16. Spieltages SC Dynamo Berlin – Chemie Zeitz (4:2) erzielte er mit dem Zeitzer Führungstreffer sein einziges Oberligator. Für die Saison 1960 plante die Zeitzer BSG nicht mehr mit Willing, der daraufhin zu Motor Nordhausen zurückkehrte.
Mit der BSG Motor spielte er bis 1962 wieder in der II. DDR-Liga. In der Saison 1961/62 (Rückkehr zum Sommer-Frühjahr-Rhythmus) gelang den Nordhäusern der Aufstieg in die I. DDR-Liga, sie mussten aber sofort wieder absteigen. In dieser Spielzeit (1962/63) absolvierte Willing alle 26 Ligaspiele und wurde mit elf Treffern Torschützenkönig seiner Mannschaft. Da die II. DDR-Liga eingestellt worden war, musste Motor Nordhausen anschließend in der drittklassigen Bezirksliga Erfurt antreten. Erst 1966 gelang der Wiederaufstieg in die DDR-Liga. Auch in der DDR-Ligasaison 1966/67 gehörte Willing zum Spielerstamm. Es wurden nun 30 Punktspiele ausgetragen, von denen Willing nur eine Partie verpasste, aber vier Tore erzielte. Wieder reichte es nur für ein Jahr Zweitklassigkeit, und Willing musste erneut zwei Spielzeiten in der Bezirksliga verbringen. Nach dem 1969er Wiederaufstieg konnte sich die BSG Motor längerfristig in der DDR-Liga behaupten. Bis 1971 wurden in der DDR-Liga weiter 30 Punktspiele ausgetragen. Von den 60 Spielen dieser zwei Spielzeiten bestritt Willing 49 Begegnungen, mit insgesamt fünf Treffern war seine Torausbeute aber nur noch gering. Nachdem er von den 22 Spielen der Saison 1971/72 15 Begegnungen absolviert und dabei drei Tore geschossen hatte, übernahm er zu Beginn der Saison 1972/73 auch das Training seiner Mannschaft.
Als Spielertrainer setzte sich Willing 1973/74 in allen 22 Ligaspielen ein und war auch noch mit drei Toren erfolgreich. Als die Spielzeit 1974/75 begann, war Willing bereits 36 Jahre alt. Er konzentrierte sich nun allein auf das Training der Motormannschaft und trat nur noch einmal in einem Punktspiel als Spieler auf. Anschließend beendete er seine Zeit bei Motor Nordhausen. Insgesamt hatte er für Zeitz und Nordhausen drei Oberligaspiele (ein Tor) und 170 Spiele in der DDR-Liga (32 Tore) bestritten. Später trainierte er die Bezirksligamannschaft von Glückauf Sondershausen. Er stieg mit ihr 1980 in die DDR-Liga auf und konnte sie bis 1984 jeweils zum Klassenerhalt führen. Nach der Saison 1983/84 schied er als Trainer aus, kehrte aber im April 1987 noch einmal zurück, als die BSG Glückauf in Abstiegsnöte geraten war. Er konnte den Abstieg aber nicht mehr abwenden und war danach im höherklassigen Fußball nicht mehr aktiv.